# Adobe ColdFusion
ColdFusion és un servidor d'aplicacions i entorn de desenvolupament de programari usat pel desenvolupament d'aplicacions informàtiques en general i llocs web dinàmics en particular. ColdFusion és similar a ASP.NET, JSP o PHP.
La característica principal del ColdFusion és el seu llenguatge de script associat, el ColdFusion Markup Language (CFML), que té una sintaxi semblant a la de l'HTML.